# Bermuda Arboretum
Bermuda Arboretum, lokalt ofta bara the Arboretum eller Arboretum Park, är en park och arboretum på Bermuda, en ögrupp i västra Atlanten och ett av Storbritanniens 14 utomeuropeiska territorier. Ögruppen ligger isolerat i Atlanten, cirka nittio mil öster ut från USA:s östra kust. Parken med sin samling av olika trädslag är ett av Bermudas lagenligt skyddade områden och naturreservat enligt klassificeringen B och ligger i mitten på Bermuda i området Devonshire Parish, öster om huvudstaden Hamilton. Parkens status, klass B, innebär bland annat att den är en park som ska förvaltas så att dess natur och historiska och pedagogiska värden bevaras och kan upplevas av allmänheten med ett minimum av kommersiell aktivitet.
Parken rymmer både öppna ängar med vilda blommor och skogar och omfattar en yta på 0,0830 km2 (22 acres), belägen öster om Montpelier Road och norr om Middle Road. I öster och norr avgränsas parkområdet av Fort Hill Road och bebyggelse. Området ägdes fram till 1951 av den brittiska armén som då lämnade över området till Bermudas styre. Parken etablerade sig med trädgårdsprover donerade av drottning Elizabeth II från den kungliga botaniska trädgården i Kew i England, samt med olika plantor från Japan, Nya Guinea samt Kanada.
I parkens sydvästra hörn längs Middle Road, nära korsningen mellan Montpelier Road och Middle Road, ligger egendomen Montpelier, ett av Bermudas historiska hus (byggt före 1750), förr residens för den brittiska arméns befälhavare i Bermuda men idag residens för Bermudas viceguvernör. Montpelier Road har fått sitt namn efter huset. Även parken kan omnämnas som Montpelier Arboretum.
Idag finns ett stort och varierande växtutbud med växter från hela världen i parken, bland annat cedrar, avokadoträd, svart ebenholts och gummiträd. Parken består av olika sektioner vars innehåll skiljer sig åt med allt från barrträd till körsbärsträd till olika palmer.
Parken är även ett känt fågelskyddsområde. Här kan man bland annat hitta kardinaler, östsialia, vitögd vireo samt kiskadi.
Parken är öppen och gratis för allmänheten och vandrare, löpare och fågelskådare förekommer ofta i parken. I parken finns en handfull picknickplatser, liksom en cederbro och ett lusthus. Längs vandringslederna i parken finns ett tjugotal olika träningsstationer. Det hålls även återkommande mountainbike- och terränglöpningstävlingar i parken.
I närheten av arboretumet, bara några hundra meter söderut i Paget Parish, ligger Bermuda Botanical Gardens, Bermudas botaniska trädgård, som också är öppen för allmänheten att besöka.